# Lordan Zafranović
Lordan Zafranović (ur. 11 lutego 1944 w Maslinicy) – chorwacki reżyser i scenarzysta filmowy. Jedna z najbardziej znaczących postaci jugosłowiańskiego kina.

## Życiorys
Urodził się w wiosce Maslinica, położonej na dalmatyńskiej wyspie Šolta. Po ukończeniu inżynierii w szkole morskiej w Splicie studiował literaturę i sztuki piękne na tamtejszej uczelni pedagogicznej. Następnie wyjechał do Pragi, gdzie studiował reżyserię na FAMU pod kierunkiem Elmara Klosa.
Swoimi wczesnymi krótkometrażowymi filmami eksperymentalnymi wpisał się w nurt jugosłowiańskiej czarnej fali, stając się jej wiodącym reprezentantem. Zasłynął swoją trylogią wojenną, na którą złożyły się filmy: Okupacja w 26 obrazach (1978), Upadek Italii (1981) i Wieczorne dzwony (1986). Piętnował w niej zbrodnie chorwackich kolaborantów - ustaszów. Wszystkie trzy filmy Zafranović stworzył we współpracy ze scenarzystą Mirko Kovačem.
W latach 90., kiedy powstałe po rozpadzie Jugosławii nowe państwa budowały swoją tożsamość na mitach i selektywnej pamięci, filmy Zafranovicia zaczęły uwierać. Reżyser stał się wtedy celem politycznych ataków i został zmuszony do emigracji – do Paryża i Pragi.